# 富山県道324号谷坪野芹川線
富山県道324号谷坪野芹川線（とやまけんどう324ごう たにつぼのせりかわせん）は、富山県小矢部市内を通る一般県道（富山県道）である。

## 概要
- 山間部路線。幅員は起点から国道471号接続部までは片側1車線が確保されているが、小矢部市論田から県道74号間はほとんどが車一台ギリギリの狭小区間となっている。
- 石川県道218号莇谷津幡線と連続した路線であるが、路線名・路線番号は連続していない。

- 起点：富山県小矢部市谷坪野西島23の2[1]（＝富山・石川県境、石川県道218号莇谷津幡線交点）
- 終点：富山県小矢部市芹川村4085[1]（＝芹川（西）交差点・富山県道42号小矢部福光線交点）

## 歴史
- 1972年（昭和47年）3月31日：路線認定[1]。

## 接続道路
- 石川県道218号莇谷津幡線（富山県小矢部市谷坪野・石川県河北郡津幡町莇谷 県境）
- 国道471号（小矢部市谷坪野）
- 国道471号（小矢部市論田）
- 富山県道74号小矢部津幡線（小矢部市宮中）
- 富山県道32号小矢部伏木港線（小矢部市桜町・桜町交差点）
- 富山県道72号坪野小矢部線（小矢部市西福町・小矢部橋西詰）
- 富山県道72号坪野小矢部線（小矢部市東福町・小矢部橋東詰）
- 富山県道42号小矢部福光線（小矢部市芹川・芹川（西）交差点）

## 重複区間
- 富山県道74号小矢部津幡線（小矢部市宮中 - 同市桜町・桜町交差点）
- 富山県道72号坪野小矢部線（小矢部市西福町・小矢部橋西詰 - 同市東福町・小矢部橋東詰）

## 通過する自治体
- 富山県
  - 小矢部市

## 周辺
- 小矢部市不燃物処理場（一般廃棄物最終処分場）
- 鼓ヶ滝
- 弁慶岩
- 前田秀継墓
- 道の駅メルヘンおやべ
- 小矢部市立東部小学校
- 小矢部川